# 塔拉纳加尔
塔拉纳加尔（Taranagar），是印度拉贾斯坦邦Churu县的一个城镇。总人口27073（2001年）。

## 人口
该地2001年总人口27073人，其中男性13965人，女性13108人；0—6岁人口4907人，其中男2605人，女2302人；识字率56.74%，其中男性为66.62%，女性为46.22%。